# Lutte aux Jeux olympiques d'été de 1972
Navigation
Mexico 1968 Montréal 1976
Les épreuves de lutte aux Jeux olympiques d'été de 1972 se déroulent à la Ringer-Judo-Halle de Munich, en Allemagne, du 27 août au 10 septembre 1972.

## Résultats

### Lutte gréco-romaine
| Épreuves                     | Or                                    | Argent                                  | Bronze                     |
| ---------------------------- | ------------------------------------- | --------------------------------------- | -------------------------- |
| Poids super-mouches - 48 kg  | Gheorghe Berceanu Roumanie            | Rahim Aliabadi Iran                     | Stefan Angelov Bulgarie    |
| Poids mouches 48 - 52 kg     | Petar Kirov Bulgarie                  | Kōichirō Hirayama Japon                 | Giuseppe Bognanni Italie   |
| Poids coqs, 52 - 57 kg       | Rustam Kazakov Union soviétique       | Hans-Jürgen Veil Allemagne de l'Ouest   | Risto Björlin Finlande     |
| Poids plumes, 57 - 62 kg     | Georgi Markov (en) Bulgarie           | Heinz-Helmut Wehling Allemagne de l'Est | Kazimierz Lipień Pologne   |
| Poids légers, 62 - 68 kg     | Shamil Khisamutdinov Union soviétique | Stoyan Apostolov Bulgarie               | Gian Matteo Ranzi Italie   |
| Poids mi-moyens, 68 - 74 kg  | Vítězslav Mácha Tchécoslovaquie       | Pétros Galaktópoulos Grèce              | Jan Karlsson Suède         |
| Poids moyens, 74 - 82 kg     | Csaba Hegedűs Hongrie                 | Anatoliy Nazarenko Union soviétique     | Milan Nenadić Yougoslavie  |
| Poids mi-lourds, 82 - 90 kg  | Valeriy Rezantsev Union soviétique    | Josip Čorak Yougoslavie                 | Czesław Kwieciński Pologne |
| Poids lourds, 90 - 100 kg    | Nicolae Martinescu Roumanie           | Nikolay Yakovenko Union soviétique      | Ferenc Kiss Hongrie        |
| Poids super-lourds, + 100 kg | Anatoliy Roshchin Union soviétique    | Aleksandar Tomov Bulgarie               | Victor Dolipschi Roumanie  |

### Lutte libre
| Épreuves                     | Or                                  | Argent                              | Bronze                             |
| ---------------------------- | ----------------------------------- | ----------------------------------- | ---------------------------------- |
| Poids super-mouches, - 48 kg | Roman Dmitriev Union soviétique     | Ognyan Nikolov Bulgarie             | Ebrahim Javadipour Iran            |
| Poids mouches, 48 - 52 kg    | Kiyomi Katō Japon                   | Arsen Alakhverdiev Union soviétique | Kim Gwong Hyong Corée du Nord      |
| Poids coqs, 52 - 57 kg       | Hideaki Yanagida Japon              | Richard Sanders États-Unis          | László Klinga Hongrie              |
| Poids plumes, 57 - 62 kg     | Zagalav Abdulbekov Union soviétique | Vehbi Akdağ Turquie                 | Ivan Krastev Bulgarie              |
| Poids légers, 62 - 68 kg     | Dan Gable États-Unis                | Kikuo Wada Japon                    | Ruslan Ashuraliev Union soviétique |
| Poids mi-moyens, 68 - 74 kg  | Wayne Wells États-Unis              | Jan Karlsson Suède                  | Adolf Seger Allemagne de l'Ouest   |
| Poids moyens, 74 - 82 kg     | Levan Tediashvili Union soviétique  | John Peterson États-Unis            | Vasile Iorga Roumanie              |
| Poids mi-lourds, 82 - 90 kg  | Ben Peterson États-Unis             | Gennady Strakhov Union soviétique   | Károly Bajkó Hongrie               |
| Poids lourds, 90 - 100 kg    | Ivan Yarygin Union soviétique       | Khorloogiin Bayanmönkh Mongolie     | József Csatári Hongrie             |
| Poids super-lourds, + 100 kg | Alexander Medved Union soviétique   | Osman Duraliev Bulgarie             | Chris Taylor États-Unis            |

## Tableau des médailles pour la lutte
| Rang | Nation               | Or | Argent | Bronze | Total |
| ---- | -------------------- | -- | ------ | ------ | ----- |
| 1    | Union soviétique     | 9  | 4      | 1      | 14    |
| 2    | États-Unis           | 3  | 2      | 1      | 6     |
| 3    | Bulgarie             | 2  | 4      | 2      | 8     |
| 4    | Japon                | 2  | 2      | 0      | 4     |
| 5    | Roumanie             | 2  | 0      | 2      | 4     |
| 6    | Hongrie              | 1  | 0      | 4      | 5     |
| 7    | Tchécoslovaquie      | 1  | 0      | 0      | 1     |
| 8    | Iran                 | 0  | 1      | 1      | 2     |
| 8    | Suède                | 0  | 1      | 1      | 2     |
| 8    | Allemagne de l'Ouest | 0  | 1      | 1      | 2     |
| 8    | Yougoslavie          | 0  | 1      | 1      | 2     |
| 12   | Allemagne de l'Est   | 0  | 1      | 0      | 1     |
| 12   | Grèce                | 0  | 1      | 0      | 1     |
| 12   | Mongolie             | 0  | 1      | 0      | 1     |
| 12   | Turquie              | 0  | 1      | 0      | 1     |
| 16   | Italie               | 0  | 0      | 2      | 2     |
| 16   | Pologne              | 0  | 0      | 2      | 2     |
| 18   | Finlande             | 0  | 0      | 1      | 1     |
| 18   | Corée du Nord        | 0  | 0      | 1      | 1     |